# Agnes Strickland
Agnes Strickland (Londres, 19 de agosto de 1796 - Southwold, 8 de julho de 1874) foi uma historiadora e escritora focada na história das rainhas da Inglaterra e da Grã-Bretanha. Suas obras Lives of the Queens of England, e Lives of the Queens of Scotland, foram as publicações históricas vitorianas mais populares da época.

## Biografia

### Vida pessoal
Nasceu no dia 19 de agosto de 1796, em Londres, filha de Elizabeth Homer e Thomas Strickland; e irmã de Elizabeth Strickland, Sara Strickland, Jane Margaret Strickland, Catharine Parr Traill, Susanna Moodie e Samuel Strickland. Quando criança, aprendeu latim e matemática com seu pai, e instruções religiosa de uma viúva que seu pai tinha dado abrigo depois de um grande incêndio que ocorreu na região leste de Londres. Apreciava a leitura, poesia, história e biografia. A família Strickland viveu na cidade de Londres, e em 1808, se mudaram para Suffolk. Após a morte de Thomas em 1818, a família Strickland se estabeleceu em Reydon; e Agnes e seus irmãos, exceto Sara, passaram a trabalhar como escritores, para sustento da família. Estabeleceram contato e amizade com pessoas do meio literário como Louisa Costello, Barbara Hofland, irmãs Porter, Letitia Landon, Thomas Campbell, Robert Southey, Charles Lamb e William Jerdan, editor da Literary Gazette. Fez viagens constante para suas pesquisas e encontros com amigos. Com a morte da mãe, em 1864, venderam a propriedade de Reydon, e Agnes Strickland foi morar em Southwold. Faleceu no dia 8 de julho de 1874, em sua casa em Southwold, e foi sepultada no cemitério da igreja de St. Edmund.

### Carreira
Strickland iniciou sua carreira após a morte de seu pai, escrevendo livros infantis, com sua primeira publicação em 1824, da obra Use of Sight. Entre 1824 e 1833, publicou duas obras infantis e três obras de poesia. No início da década de 1930, passou, juntamente com sua irmã Elizabeth Strickland, a se dedicar a uma série de biografias das rainhas da Inglaterra, chamado Lives of the Queens of England, com a publicação do primeiro volume ocorrendo em 1840 e com edição de Colburn; o primeiro e o segundo volume da série tiveram uma venda rápida. Mesmo sendo publicações de sucesso, as irmãs Strickland receberam um má remuneração pelas obras, e Agnes Strickland desejava desistir de continuar com a série; Elizabeth Strickland negociou com Colburn, e obteve um acordo de receber 150 libras por volume. A série chegou a doze volumes, sendo o quarto volume o mais popular. A publicação da série tornou Agnes Strickland uma célebre historiadora, recebendo elogios e críticas. Em 1850, a publicação da série Lives of the Queens of Scotland, dedicado a biografia das rainhas da Escócia, foi negociada com o editor William Blackwood, depois que Colburn negou a aceitar os termos de Strickland; o primeiro volume da série vendeu rapidamente. Colburn, desejoso de continuar a ter uma obra escrita por Agnes Strickland, negociou a publicação de uma coleção de poesias, a Historic Scenes. Em 1868, Elizabeth e Agnes Strickland em parceria, publicaram a série Lives of the Tudor Princesses, dedicado às princesas Tudor; Agnes Strickland ficou responsável pelas biografias de Lady Eleanor Brandon, Lady Margaret Clifford e Lady Arabella Stuart. E aos 76 anos, publicou sua última série de biografias, Lives of the Last Four Princesses of the Royal House of Stuart, dedicada as três filhas de Carlos I e da filha mais nova de Jaime II.

## Obras

### Infantil
- 1824 - Use of Sight.[3]
- 1826 - The Rival Crusoes.[3]

### Poesia
- 1826 - Worcester Field.[3]
- 1827 - The Seven Ages of Woman.[3]
- 1833 - Demetrius: a Tale of Modern Greece.[3]
- 1850 - Historic Scenes and Poetic Fancies.[3]

### Romance
- 1835 - The Pilgrims of Walsingham (3 volumes).[2][3]
- 1865 - Alethea Woodville.[3]

### Biografias
- 1840 a 1848 - Lives of the Queens of England (12 volumes).
- 1842 a 1843 - The Letters of Mary Queen of Scots.
- 1851 a 1859 - Lives of the Queens of Scotland and English Princesses Connected with the Regal Succession of Great Britain (8 Voumes)
- 1861 - Lives of the Bachelor Kings of England.[3]
- 1866 - The Lives of the Seven Bishops Committed to the Tower in 1688.[3]
- 1868 - Lives of the Tudor Princesses, Including Lady Jane Gray and Her Sisters.[3]
- 1872 - Lives of the Last Four Princesses of the Royal House of Stuart.[3]